# レスブリッジ大学
レスブリッジ大学（英: University of Lethbridge）は、カナダ・アルバータ州のレスブリッジにある1967年創立の州立大学である。レスブリッジのオールドマン川西岸の峡谷にメインキャンパスが立地するほか、1996年に設置された都心キャンパスがカルガリーとエドモントンにある。
近年博士課程が設置された。2004年には初の博士の学位が2人の学生に対して授与されると同時に、博士課程の拡張が州政府により認可された。日本人の教員もいる。

## 学部・大学院
レスブリッジ大学には6つの学部・大学院で学士・修士・博士課程の教育が行なわれている。
- 文理学部
- 教育学部
- 芸術学部
- 保健学部
- 経営学部
- 大学院

## キャンパス内の建物
The 1st Choice Saving Centre
Max Bell Regional Aquatic Centre
Turcotte Hall
この建物の名前は初代学長 Louis Sherman Turcotteの名前が由来である。
University of Lethbridge Students Union Building
Markin Hall
この建物の名前は慈善家かつ名誉学位の受信者であるAllan Markin氏が由来である。
Anderson Hall
この建物の名前は弁護士でレスブリッジ大学設立に深く関わっていたA.C. (Andy) Anderson氏が由来である。
University Library
University Centre for the Arts
University Hall
Hepler Hall
Canadian Centre for Behavioural Neuroscience
Alberta Water and Environmental Science Building